# Hatem Trabelsi
Hatem Trabelsi (Ariana, 25 gennaio 1977) è un ex calciatore tunisino, di ruolo difensore.
Dal 2006 al 2007 ha giocato come difensore destro nel Manchester City, mentre con la Nazionale tunisina ha partecipato ai Mondiali 2002 e 2006 e ha vinto la Coppa d'Africa 2004.

## Carriera
Cresciuto nello Sfaxien di Sfax, in Tunisia, ha esordito con i bianco-neri nella prima divisione tunisina. Nel 2001 gli attenti talent-scout dell'Ajax lo hanno portato ad Amsterdam. Ha giocato come titolare della difesa dei Lanceri fino al 2006, anno in cui è stato ceduto al Manchester City. Dopo una sola stagione il suo rapporto con il club inglese si è interrotto.